# رحق
رحق هي قرية في مقاطعة كاشان، إيران. يقدر عدد سكانها بـ 454 نسمة بحسب إحصاء 2016.